# Iridomyrmex mattiroloi
Iridomyrmex mattiroloi is een mierensoort uit de onderfamilie van de Dolichoderinae. De wetenschappelijke naam van de soort is voor het eerst geldig gepubliceerd in 1898 door Emery.